# Fiáth Pál
Eörményesi és káránsebesi báró Fiáth Pál (Vörösberény, 1850. március 25. – Aka, 1935. október 22.) kormánybiztos, Fejér vármegye főispánja, tanácsos, földbirtokos.

## Élete
Báró Fiáth Ferenc veszprémi főispán és Kapy Ágnes harmadik gyermeke. Tanulmányait Kalksburgban, a bécsi Theresianumban és a pozsonyi jogakadémián végezte. 1871-ben Veszprém vármegye tiszteletbeli aljegyzője, majd 1875-ben ugyanezen vármegye főjegyzője lett. Ugyanettől az évtől a főrendiház tagja tíz éven keresztül, a főrendiház reformjáig. 1878-ban tartalékos hadnagyként részt vett Bosznia-Hercegovina okkupációjában. 1895-ben a Sióberki Ármentesítő Társulat kormánybiztosává, 1897-ben pedig Fejér vármegye főispánjává nevezték ki. 1906-ban nyugállományba vonult, 1911-ben pedig megkapta a valóságos belső titkos tanácsosi méltóságot is. 1916-tól ismét főrendiházi tag, majd 1927-től haláláig a felsőház tagja.

## Házassága és leszármazottjai
Öreglakon, 1878. november 9-én feleségül vette vuchini, pribéri és dunaszekcsői Jankovich-Bésán Matild (*Öreglak, 1854. november 19.–†Aka, 1935. október 4.) kisasszonyt, akinek a szülei pribéri, vuchini és dunaszekcsői Jankovich-Bésán József, öreglaki nagybirtokos, felsőházi tag, anyja vizeki Tallián Matild voltak; az apja 1887. december 22.-én királyi engedélyt szerzett a "Jankovich-Bésán" név viselésére, illetve a "dunaszekcsői" nemesi előnevet is kapta adományban az uralkodótól. Az apai nagyszülei pribéri és vuchini Jankovich István földbirtokos és báró Laffert Amália voltak. Az anyai nagyszülei vizeki Tallián Boldizsár császári és királyi kamarás, Somogy vármegye alispánja, táblabíró, földbirtokos és zalabéri Horváth Ida voltak. Fivére Jankovich-Bésán Géza, lótenyésztő, nagybirtokos. Fiáth Pál báró és Jankovich-Bésán Matild frigyéből született:
- báró Fiáth Elemér Gyula Mária Farkas Norbert József Ferenc (1879–1914), felesége: jobaházi Dőry Margit (1880–1956)
- báró Fiáth Tibor, felesége: Maria Konstance von Sizzo-Noris grófnő (1882–1958)
- báró Fiáth Ilona (1883–1962), férje: eörményesi és káránsebesi báró Fiáth Miklós (1879–1947)